# PIN1
PIN1 (англ. Peptidylprolyl cis/trans isomerase, NIMA-interacting 1) – білок, який кодується однойменним геном, розташованим у людей на короткому плечі 19-ї хромосоми. Довжина поліпептидного ланцюга білка становить 163 амінокислот, а молекулярна маса — 18 243.
| 10         |  | 20         |  | 30         |  | 40         |  | 50         |
| ---------- |  | ---------- |  | ---------- |  | ---------- |  | ---------- |
| MADEEKLPPG |  | WEKRMSRSSG |  | RVYYFNHITN |  | ASQWERPSGN |  | SSSGGKNGQG |
| EPARVRCSHL |  | LVKHSQSRRP |  | SSWRQEKITR |  | TKEEALELIN |  | GYIQKIKSGE |
| EDFESLASQF |  | SDCSSAKARG |  | DLGAFSRGQM |  | QKPFEDASFA |  | LRTGEMSGPV |
| FTDSGIHIIL |  | RTE        |  |            |  |            |  |            |

A: Аланін

C: Цистеїн

D: Аспарагінова кислота

E: Глутамінова кислота

F: Фенілаланін

G: Гліцин

H: Гістидин

I: Ізолейцин

K: Лізин

L: Лейцин

M: Метіонін

N: Аспарагін

P: Пролін

Q: Глутамін

R: Аргінін

S: Серин

T: Треонін

V: Валін

W: Триптофан

Кодований геном білок за функціями належить до ізомераз, ротамаз, фосфопротеїнів. 
Задіяний у таких біологічних процесах, як клітинний цикл, ацетилювання. 
Локалізований у цитоплазмі, ядрі.